# الهيئة التشريعية الثانية عشر لإيطاليا
الهيئة التشريعية الثانية عشر لإيطاليا (بالإيطالية: XII Legislatura della Repubblica Italiana)‏ استمرت من 15 أبريل 1994 حتى 8 مايو 1996. وتشكيلها هو الذي نشأ عن الانتخابات العامة الإيطالية التي جرت في 27 مارس 1994. وقد دعا الرئيس سكالفارو إلى إجراء الانتخابات بعد أن حل مجلسي البرلمان في 16 يناير 1994. ارتبط هذا القرار ببعض الأحداث الرئيسية التي غيرت بشكل دائم شكل السياسة الداخلية الإيطالية في بداية التسعينات، مثل: ماني بوليتي ومحاكمات المافيا.
يُمثل هذا المجلس التشريعي بداية ما يسمى "الجمهورية الثانية" (بالإيطالية: Seconda Repubblica)‏، والتي تتمثل بتفكك الأحزاب التقليدية، مثل الحزب الاشتراكي الإيطالي، والحزب الشيوعي الإيطالي، والحركة الاجتماعية الإيطالية. وكانت هذه أول هيئة تشريعية تُطبق نظام الأغلبية الانتخابي الجديد، الذي حل محل التمثيل النسبي المعمول به منذ عام 1946.

## الحكومة
| رئيس الوزراء | رئيس الوزراء | رئيس الوزراء              | الحزب         | مدة المنصب    | مدة المنصب    | الحكومة               |
| رئيس الوزراء | رئيس الوزراء | رئيس الوزراء              | الحزب         | تولى منصبه    | ترك المنصب    | الحكومة               |
| ------------ | ------------ | ------------------------- | ------------- | ------------- | ------------- | --------------------- |
|              |              | سيلفيو برلسكوني (b. 1936) | فورزا إيطاليا | 10 مايو 1994  | 17 يناير 1995 | حكومة برلسكوني الأولى |
|              |              | لامبرتو ديني (b. 1931)    | مستقل         | 17 يناير 1995 | 17 مايو 1996  | حكومة ديني            |